# David Kaltbrunner
David Kaltbrunner (Milà, 29 de desembre de 1829- París, 28 de setembre de 1894) va ser un geògraf i autor suís. Va promocionar l'Institut Geogràfic Internacional a Berna el 1880. És autor del Manuel du Voyageur (1876) i de L'Aide-Mémoire du Voyageur (1878).